# 100 Days (JJ Lin)
100 Days (traditioneel Chinees: 100 天) is het zevende studioalbum van de Singaporese singer-songwriter JJ Lin. Het werd op 18 december 2009 uitgegeven door Ocean Butterflies Music.
In het voorjaar van 2009 verloor JJ Lin zijn stem voor aanvang van een concert in Beijing. Hij trad nog wel op, maar nam in de periode tot december 2009 pauze om te herstellen. In het liedje "Hundred Days" zingt hij hierover en de titel van het album verwijst naar een nacht die volgens Lin voelde alsof die "honderd dagen" duurde:

At the time, I felt it was the end of the world and thought I could never sing again. I was in complete despair. That night felt 100 days long.

## Tracklist
1. "X"
2. "第幾個100天" Hundred Days (Dì Jǐ Gè Yī Baǐ Tiān)
3. "加油!" (met MC Hotdog) Go! (Jiā Yóu)
4. "曙光" Twilight (Shǔ Guāng)
5. "無法克制" Obsession (Wú Fǎ Kè Zhì)
6. "背對背擁抱" Back To Back (Bèi Duì Bèi Yōng Bào)
7. "跟屁蟲" Copycat (Gēn Pì Chóng)
8. "一個又一個" One By One (Yī Gè Yòu Yī Gè)
9. "愛不會絕跡" Love Chronicles (Aì Bù Huì Jué Jì)
10. "轉動" Turn (Zhuàn Dòng)
11. "媽媽的娜魯娃" Mother's Naruwan (Mā Mā Dē Nà Lǔ Wá)
12. "Still Moving Under Gunfire"
13. "表達愛" (feat. 廖君) Show Your Love (Biǎo Dá Aì)